# ارسلان براهنی
ارسلان براهنی (متولد ۱ فروردین ۱۳۶۱) نویسنده و کارگردان ایرانی-کانادایی است.

## فعالیت حرفه‌ای
فیلم «سه‌گانه غربت» از این فیلمساز به کسب جایزه بهترین کارگردانی فیلم مستند در جشنواره فیلم آمستردام، جایزه بهترین فیلم تجربی از جوایز فیلم لس آنجلس، جایزه بهترین مستند از جشنواره جهانی فیلم کالت کلکته، و جایزه بهترین کارگردانی و بهترین مستند از جایزه فیلم مستقل نیویورک شده‌است. همچنین این فیلم نامزد بهترین فیلم مستند از جشنواره فیلم‌های مستقل میامی بود.
مستند «نور و صدا» از این کارگردان موفق به کسب جایزه بهترین فیلم مستند از جشنواره جهانی فیلم آلاسکا شد. همچنین این فیلم نامزد بهترین فیلم مستند از جشنوارهٔ فیلم‌های زیرزمینی دنور بود.
آخرین فیلم این کارگردان با عنوان «بازیگران خدا» در جشنواره جهانی فیلم کانادا شرکت و موفق به کسب جایزه Award of Excellence در بخش مسابقه فیلم‌های کانادایی شد.
از این فیلم‌ساز دو فیلم «نور و صدا» (دربارهٔ سلیمان واثقی معروف به سلی، خواننده پاپ قبل از انقلاب)، «قاب و دیوار» (دربارهٔ غلامحسین نامی، نقاش نامدار معاصر)، و همچنین فیلم «کیمیا و خاک» (دربارهٔ رضا براهنی، رمان‌نویس، شاعر، و منتقد ادبی پیشرو) در برنامه آپارات بی‌بی‌سی فارسی به نمایش درآمده‌است.
ارسلان براهنی به همراه گادفری چشایر (منتقد سرشناس آمریکایی)، بابک پیامی، و مرجان علیزاده داوری چهارمین جشنوارهٔ فیلم سینه ایران در تورنتو را بر عهده داشت.
او فرزند رضا براهنی است.